# Іонотропні глутаматні рецептори

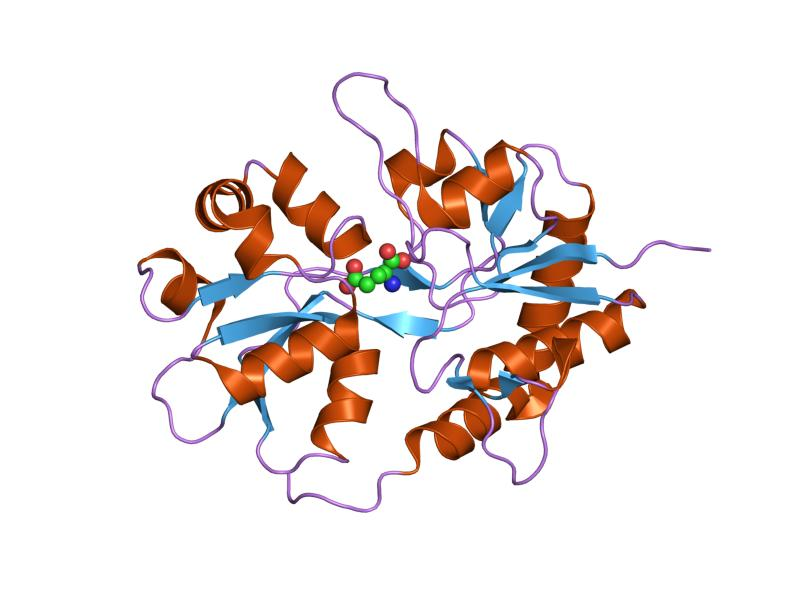
Іонотропний глутаматний рецептор

Іонотропні глутаматні рецептори — це ліганд-залежні іонні канали, лігандом яких є збуджувальний нейромедіатор — глутамат. Ці іонні канали пропускають до клітини іони натрію, а деякі й кальцію, сприяючи деполяризації мембрани нервової клітини. Наявні в багатьох структурах нервової системи, перш за все центральної.

## Різноманіття
Іонотропні глутаматні рецептори розділяють на три підгрупи.:
- NMDA-рецептори — іонні канали, які активуються N-метил-D-аспартатом (N-Methyl-D-Aspartate); вони здатні пропускати в клітину іони натрію та кальцію, блокуються іоном магнію
- AMPA-рецептори — іонні канали, які активуються альфа-аміно-3-гідроксил-5-метил-4-ізоксозолпропіоновою кислотою (Alpha-amino-3-hydroxyl-5-methyl-4-isoxozole propionic acid); вибірково пропускають іони натрію
- каїнатні рецептори — іонні канали, які активуються каїновою кислотою; вибірково пропускають іони натрію

У людини представлені 18-ма генами:
- AMPA-рецептори
  - GRIA1
  - GRIA2
  - GRIA3
  - GRIA4
  - GRID1
  - GRID2
- каїнатні рецептори
  - GRIK1
  - GRIK2
  - GRIK3
  - GRIK4
  - GRIK5
- NMDA-рецептори
  - GRIN1
  - GRIN2A
  - GRIN2B
  - GRIN2C
  - GRIN2D
  - GRIN3A
  - GRIN3B

## Участь в екситотоксичності
Зв'язування глутамату із NMDA-рецептором постсинаптичної мембрани відчиняє ворота каналу та за умов зникнення магнієвого блокування веде до входу кальцію в цитоплазму нейрона. Надмірний вхід кальцію у клітину внаслідок дії глутамату може спричинити явище екситотоксичності («збуджувальної цитоксичності»), тобто ушкодження або загибель клітини внаслідок активації ряду кальцій-залежних процесів. Екситотоксичність є компонентом патологічних змін, що супроводжуються втратою нейронів за таких нейродегенеративних розладів як хвороба Альцгеймера, Паркінсона, тощо.
Надмірний вхід Ca2+ в клітину стимулює генерацію вільних радикалів (зокрема, потужний синтез нейрональною NO-синтазою монооксиду азоту), руйнування потенціалу внутрішньої мітохондріальної мембрани, втрату АТФ, що результується у апоптозі чи некрозі нейронів (залежно від розмірів ушкодження і швидкості поповнення пулу АТФ). Надмірний синтез NO веде до порушення функцій протеасом через обернене нітрозилювання залишків цистеїну в складі їх білкових молекул; при цьому в нейронах накопичуються ті білки, що в нормі руйнуються протеасомами (наприклад, невірно зібраний паркін, мутації якого є причиною спадкових форм хвороби Паркінсона). NO також може руйнувати білки внаслідок його взаємодії із супероксиданіоном з утворенням пероксинітриту (OONO) — дуже токсичного агенту, здатного необоротно нітрувати залишки тирозину в складі білків.